# Локве при Добрничу
Локве при Добрничу (словен. Lokve pri Dobrniču) је насељено место у општини Требње, регија Југоисточна Словенија, Словенија.

## Историја
До територијалне реорганизације у Словенији биле су у саставу старе општине Требње.

## Становништво
У попису становништва из 2011. године, Локве при Добрничу су имале 26 становника.
| Број становника према пописима | Број становника према пописима | Број становника према пописима |
| ------------------------------ | ------------------------------ | ------------------------------ |
| 1991                           | 2002                           | 2011                           |
| 15                             | 19                             | 26                             |

Напомена: До 1955. исказивано под именом Локве.